# 賈巖
賈巖（1554年—1596年），字鲁瞻，號泰石、岱石，廣武衛籍，直隸滁州人，明朝政治人物。

## 生平
萬曆十六年（1588年）戊子科應天鄉試舉人。萬曆二十年（1592年），登壬辰科第二甲第十七名進士，吏部觀政，十月授戶部江西司主事，管諸司章奏，二十一年降曹州判官，辞官归乡，萬曆二十四年卒，年四十三。
贾巖担任户部主事。与顾允成等同争三王并封、拾遗事，又同抗章论救赵南星，被贬为曹州判官，投劾归，卒。天启中，赠尚宝司丞。

## 家族
曾祖賈壽，百户；祖父賈百祜，百户；父賈㫤；母熊氏。